# Mnesampela
Mnesampela là một chi bướm đêm thuộc họ Geometridae.